# Urochondra
Urochondra és un gènere monotípic de plantes de la subfamília de les cloridòidies, de la família de les poàcies. La seva única espècie: Urochondra setulosa (Trin.) C.E.Hubb., és originària del nord-est tropical d'Àfrica.

## Sinonímia
- Crypsis dura Boiss.
- Crypsis setulosa (Trin.) Mez
- Heleochloa dura (Boiss.) Boiss.
- Heleochloa setulosa (Trin.) Blatt. i McCann
- Sporobolus setulosus (Trin.) A.Terracc.
- Vilfa setulosa Trin.[2]